# Leen Droppert
Leendert (Leen) Droppert (Vlaardingen, 24 april 1930 – aldaar, 15 november 2022) was een Nederlandse beeldhouwer, schilder, graficus en mozaïekkunstenaar.

## Leven en werk
Droppert bezocht in Amsterdam de Amsterdamse Grafische School en in de avonduren de Kunstacademie in Rotterdam. Vanaf het begin van de vijftiger jaren is Droppert werkzaam als
beeldend kunstenaar en ruimtelijk vormgever. Zijn werken behoren zowel tot de figuratieve als de abstracte kunst. In 1947 richtte hij samen met zes andere Vlaardingse beeldend kunstenaars de Vlaardingse Kunstkring op.
In 2008 voltooide Droppert het Vloedpalenproject Vettenoordse Polder in Vlaardingen. Het project bestaat uit vier vloedpalen, die de waterstand aangeven bij de stormvloed van 1775. De palen bevinden zich aan de Maasboulevard, het Mendelssohnplein, de Westhavenkade en de Zomerstraat in Vlaardingen.
In 2010 organiseerde het Museum Vlaardingen een overzichtstentoonstelling "Zover het oog reikt" van het werk van Droppert (uit de periode 1950-2010) ter gelegenheid van zijn tachtigste verjaardag.
Droppert overleed na een kort ziekbed op 92-jarige leeftijd.

## Werken (selectie)
- Rietvogels, Schuurhof, Maassluis
- Jacobs strijd met de engel bij Pniël (1956/2001), Rehobothkerk, Billitonlaan, Vlaardingen
- Fluitspeler (1957), Koninginnelaan, Vlaardingen
- Metaalplastiek (1958), Arij Koplaan 3, Vlaardingen
- Metaalreliëf (1959), Van Limburg Stirumstraat, Vlaardingen
- Het gezin (1964), Voormalig (afgebroken) Gemeentehuis Capelle aan den IJssel, kunstwerk is nu te koop
- Vrouw met vogel (1964), Roerdomplaan, Capelle aan den IJssel
- Zittend meisje (1965), Holysingel, Vlaardingen
- Prometheus (1966), bij het Gemeentehuis, Capelle aan den IJssel
- Schoolkinderen (1967), Werffstraat/Philips de Goedestraat, Vlaardingen
- Balspelend meisje (1968), Maassluis
- Jongen met bal (1968), Schiedam
- Vader en kind (1969), Vlaardingen
- Gevleugelde (Icarus) (1972), Afslag A20, Vlaardingen
- Wandsculptuur (1974), metrostation Zalmplaat, Hoogvliet
- Schakel (1974), Lepelaarssingel/Reigersingel, Vlaardingen
- Groeinormen (1978), GGD Rotterdam aan de Schiedamsedijk, Rotterdam
- Geuzenmonument[6][7](1983), Markt, Vlaardingen
- Erosie/Destructie (1987), Sportlaan/Nachtegaallaan, Vlaardingen
- Wandsculptuur (1988), Berliozstraat, Capelle aan den IJssel
- Hommage aan de zeilvaart (1993), Maasboulevard, Vlaardingen
- onbekende titel, tuin Museum Maassluis

## Fotogalerij

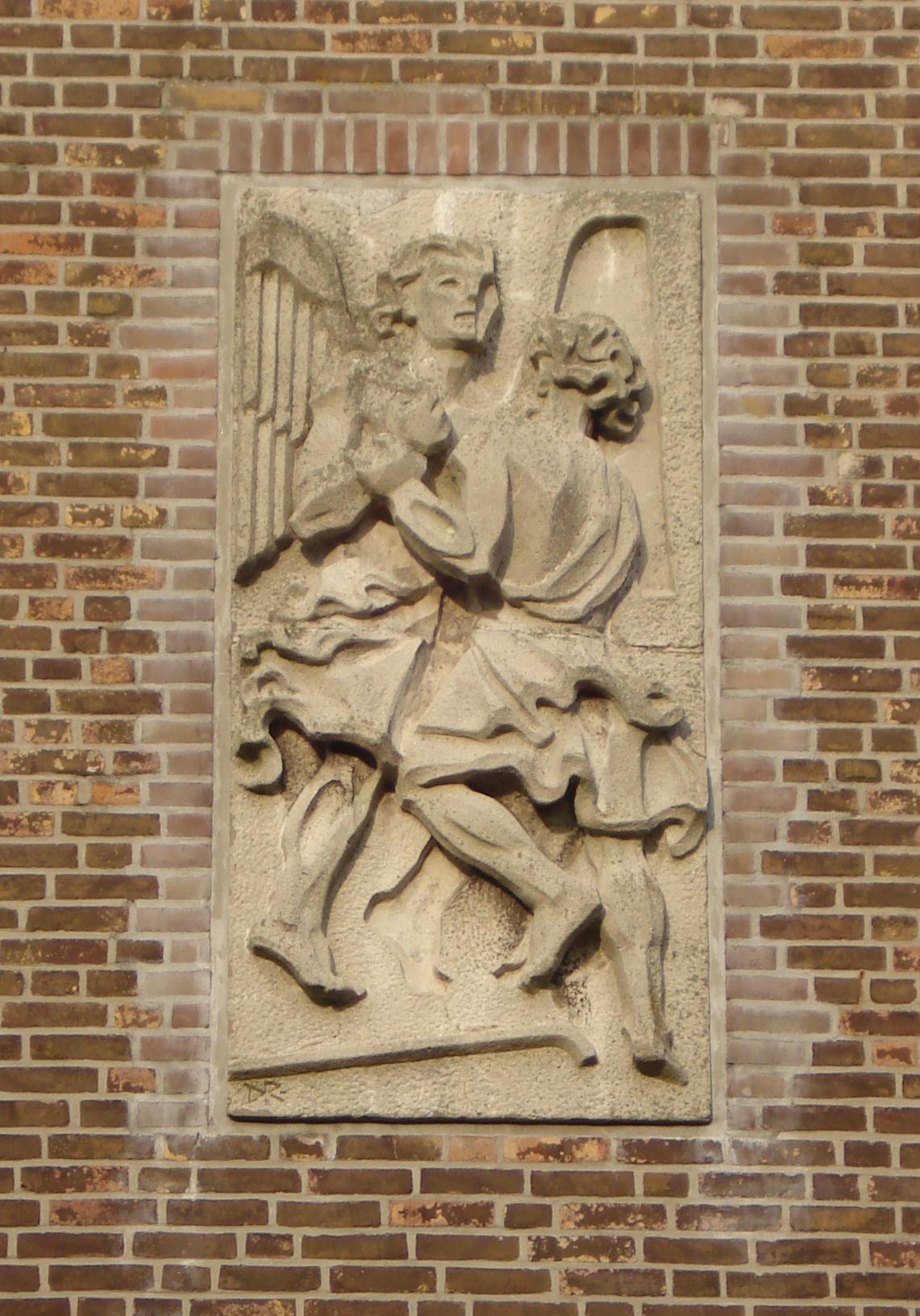
Jacobs strijd met de engel (1956/2001), Vlaardingen
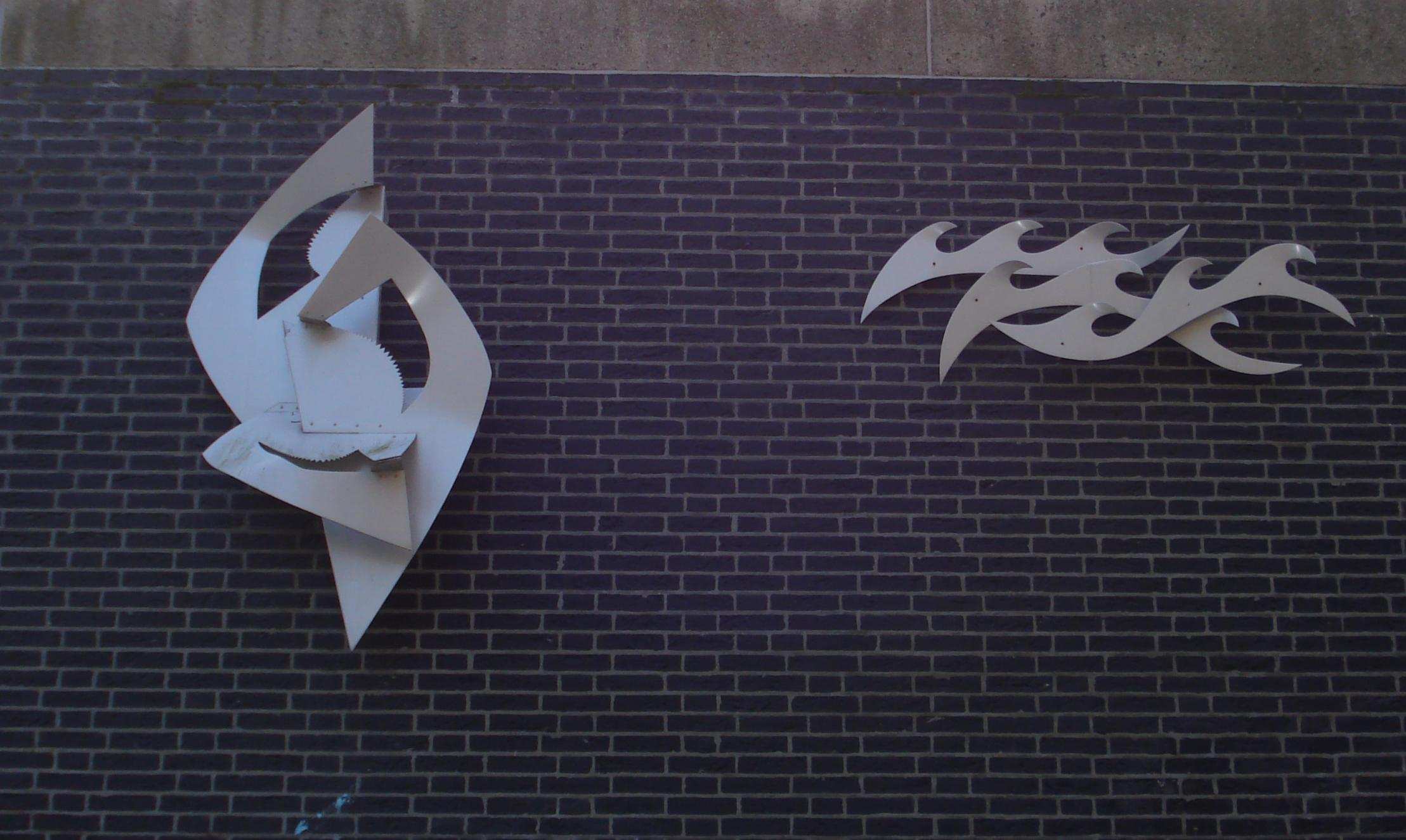
Metaalplastiek (1958), Vlaardingen
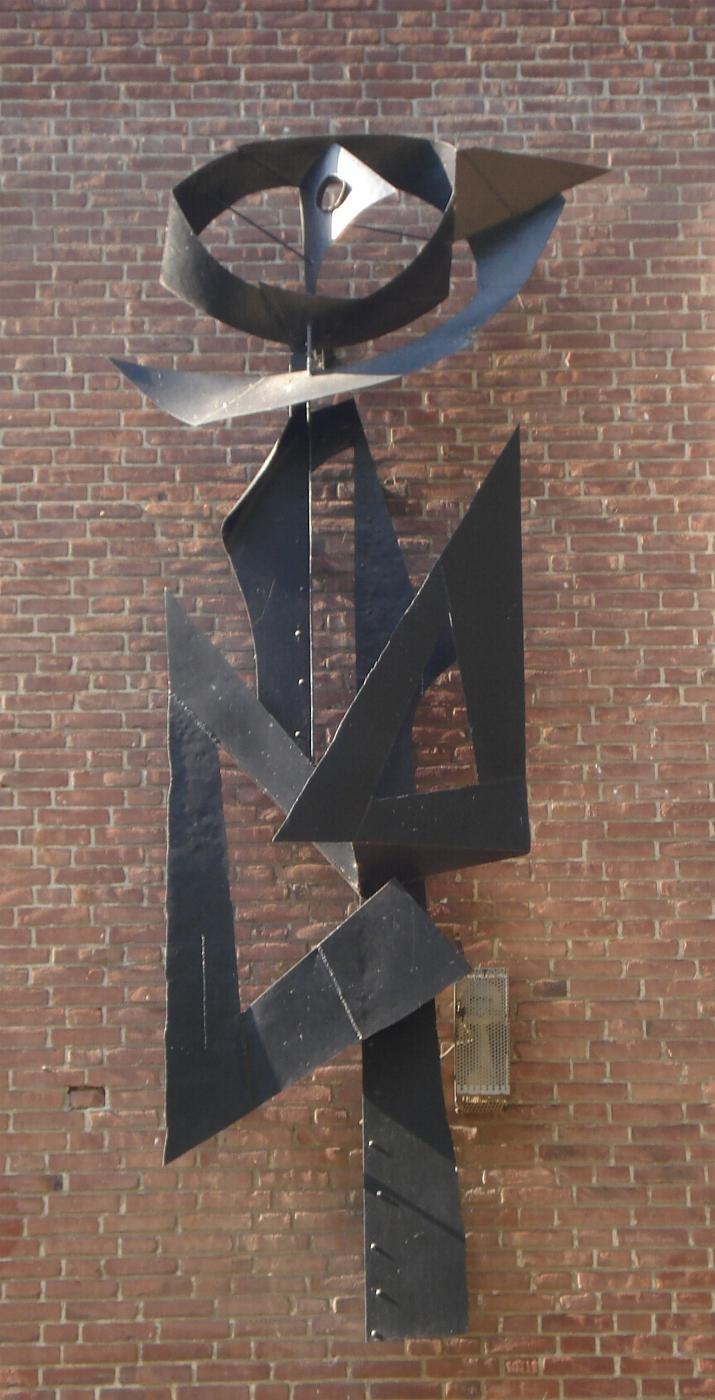
Metaalplastiek (1959), Vlaardingen
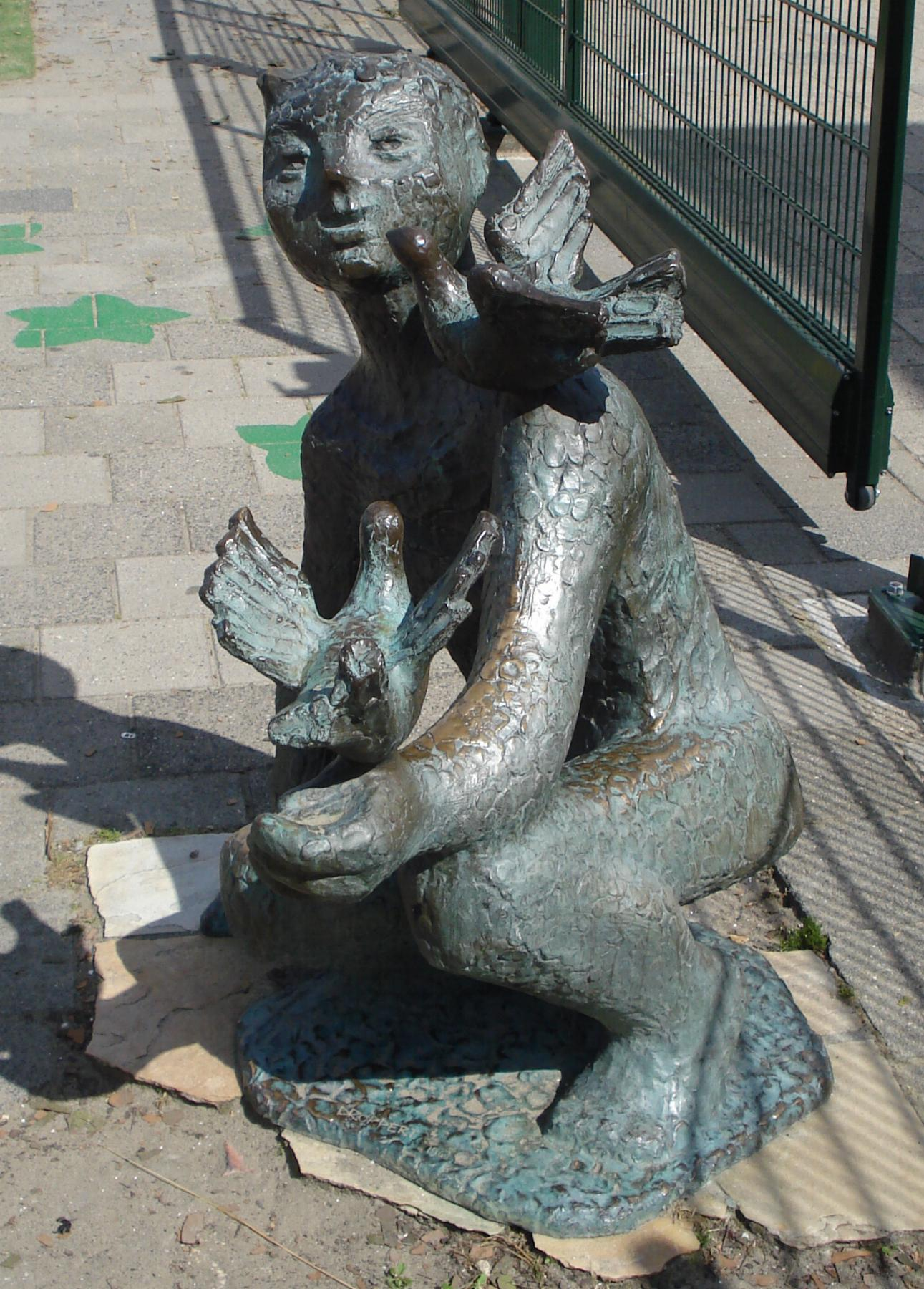
Vrouw met vogel (1964), Capelle aan den IJssel
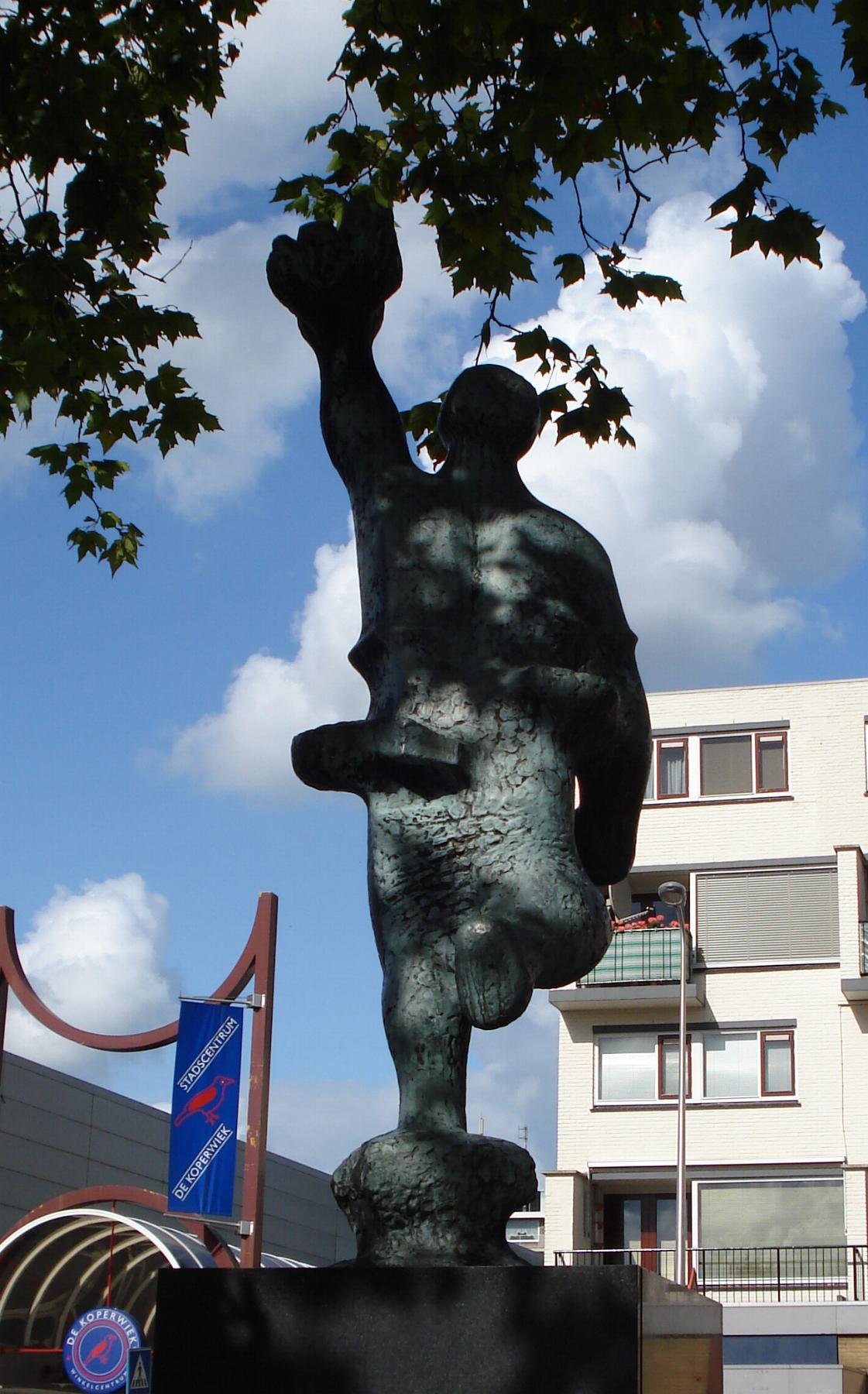
Prometheus (1966), Capelle aan den IJssel
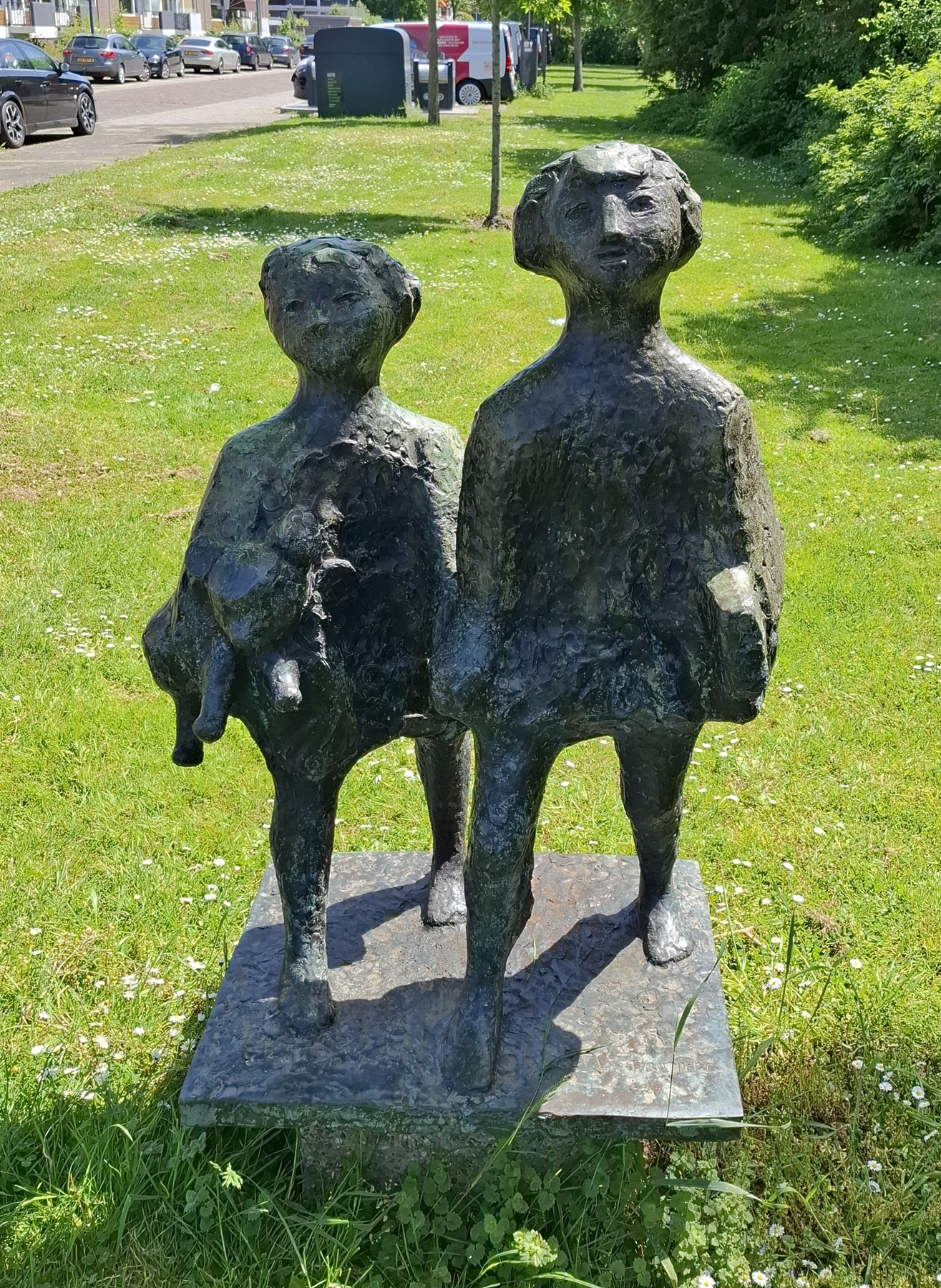
Schoolkinderen (1967), Vlaardingen
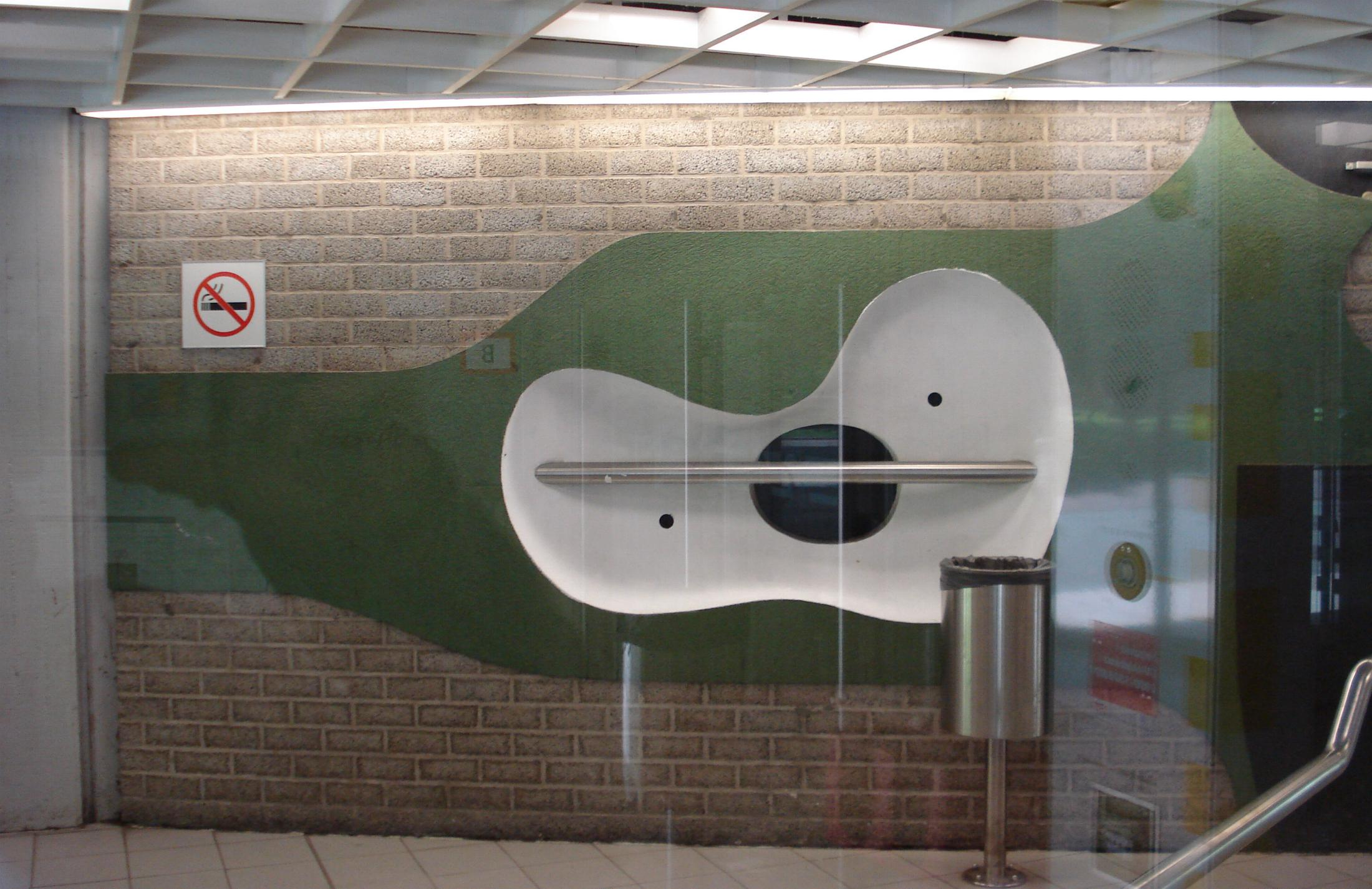
Wandsculptuur (1974), Hoogvliet
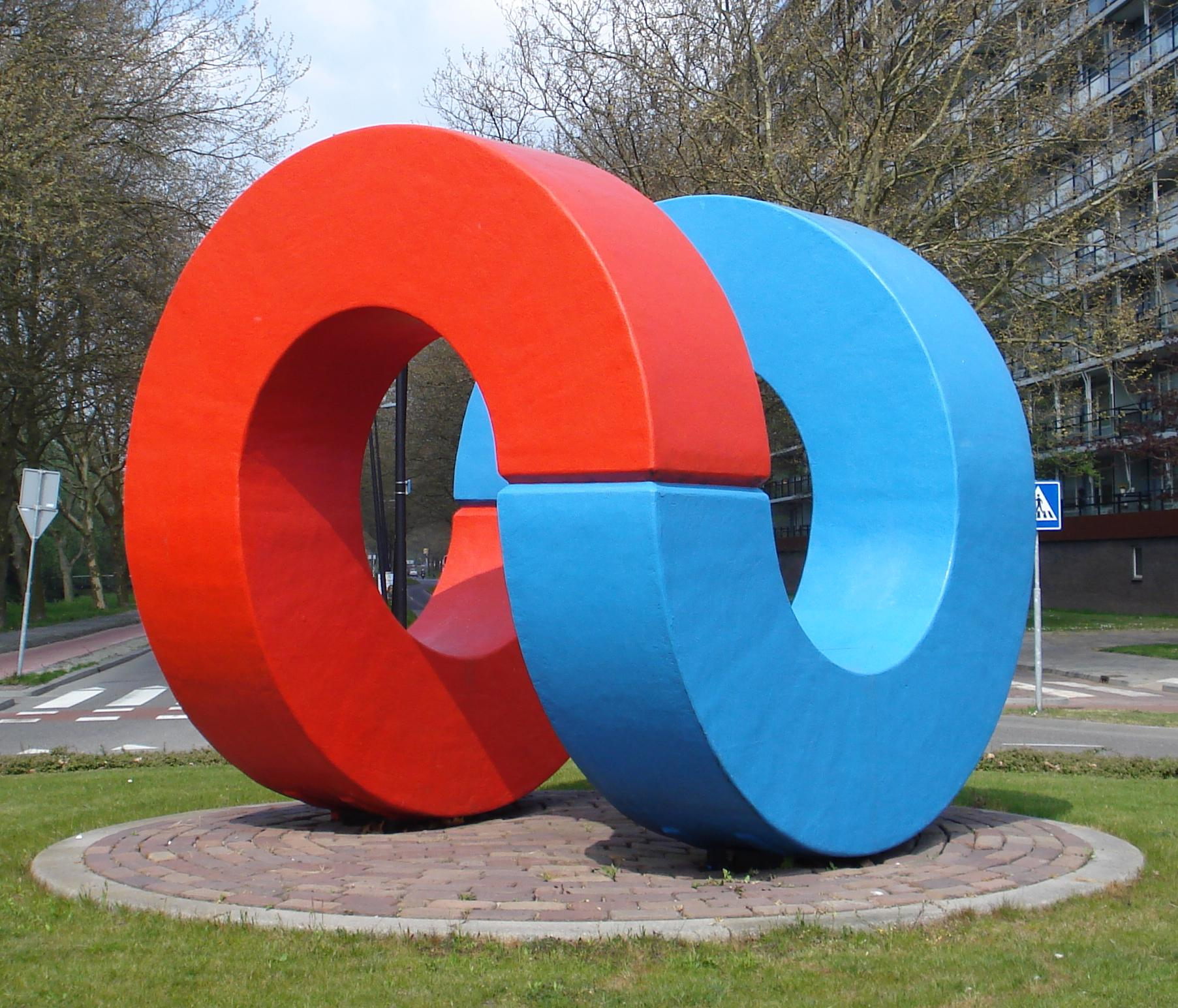
Schakel (1974), Vlaardingen
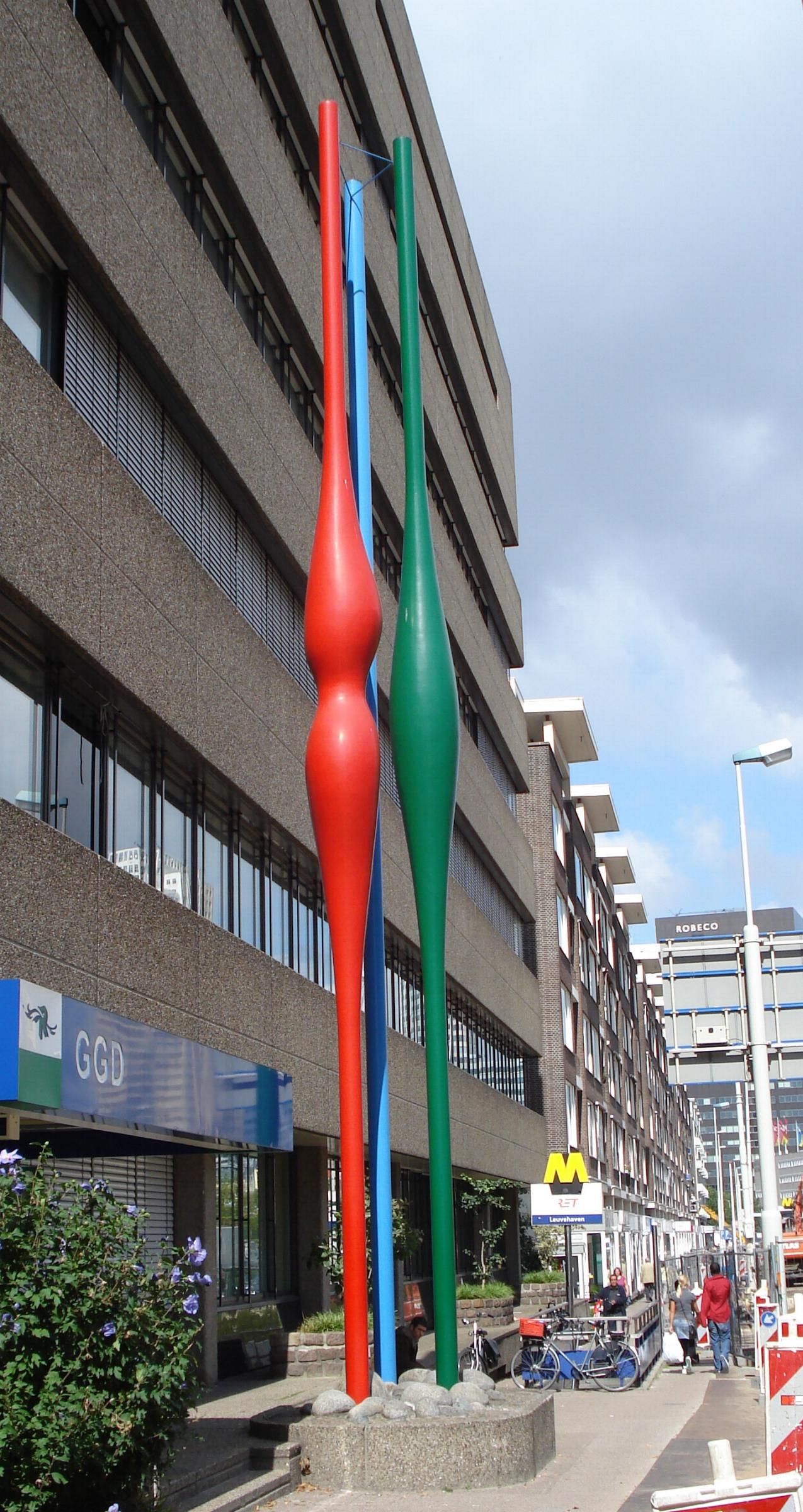
Groeinormen (1978), Rotterdam
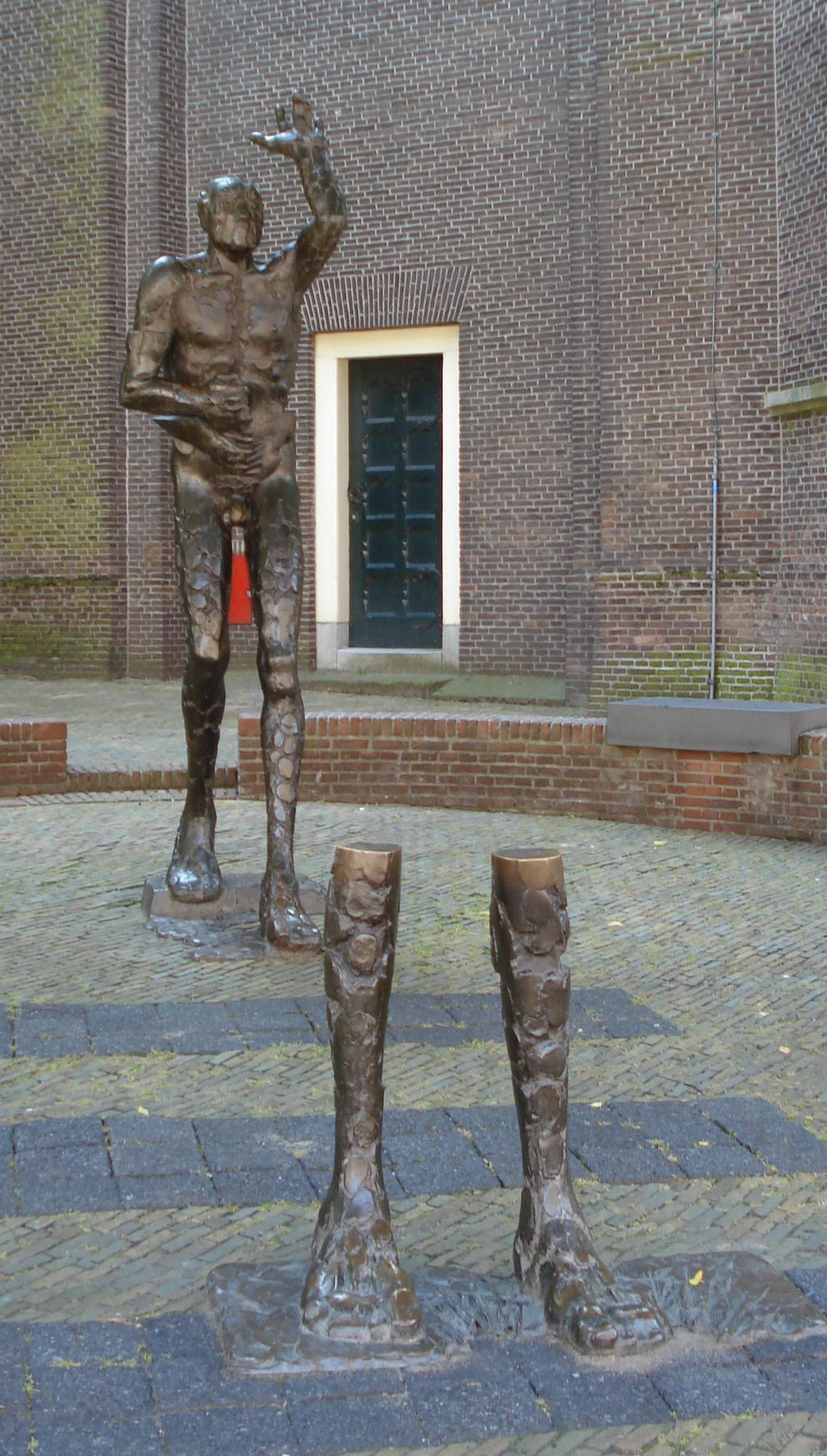
Geuzenmonument (1983), Vlaardingen
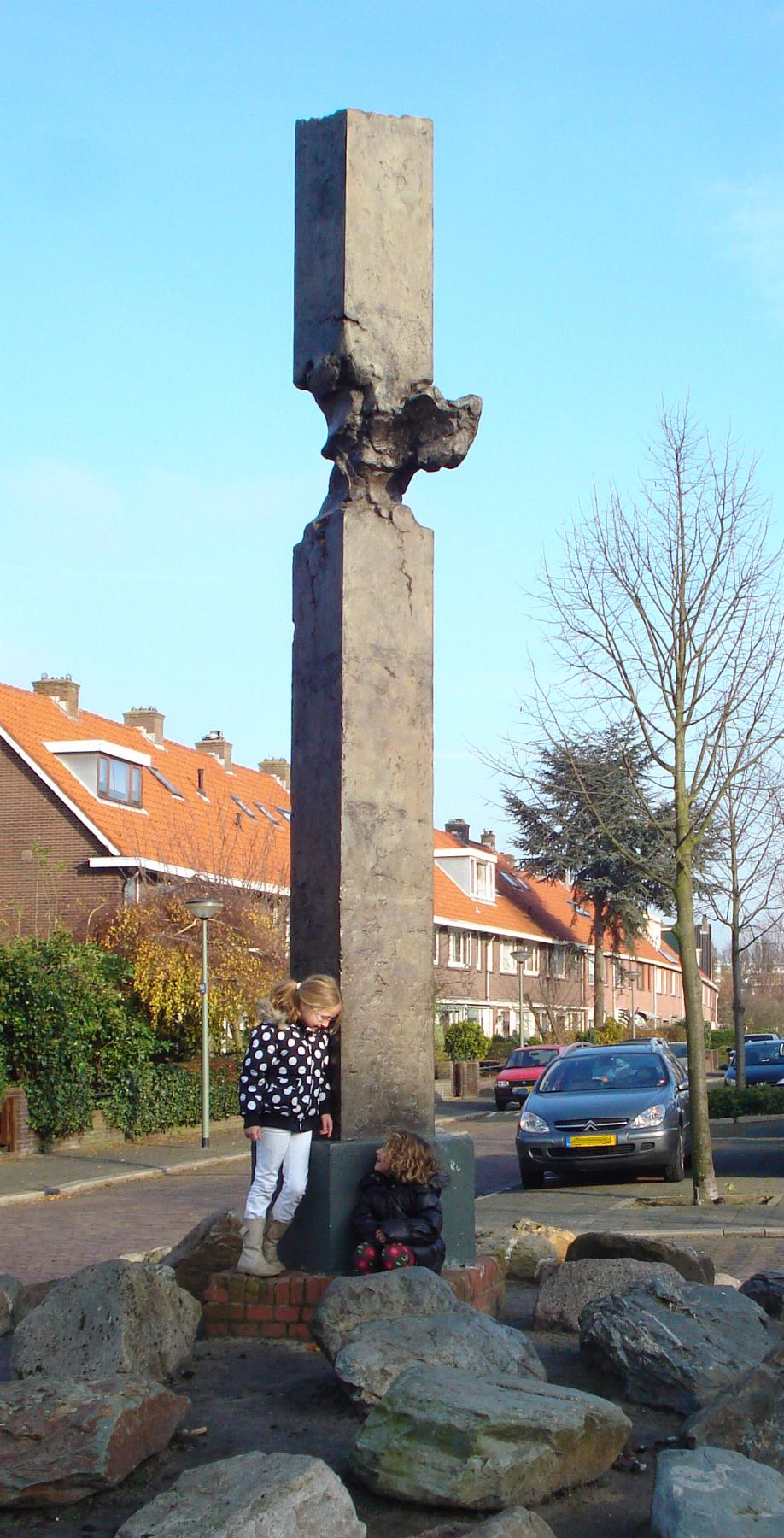
Erosie-destructie (1987), Vlaardingen
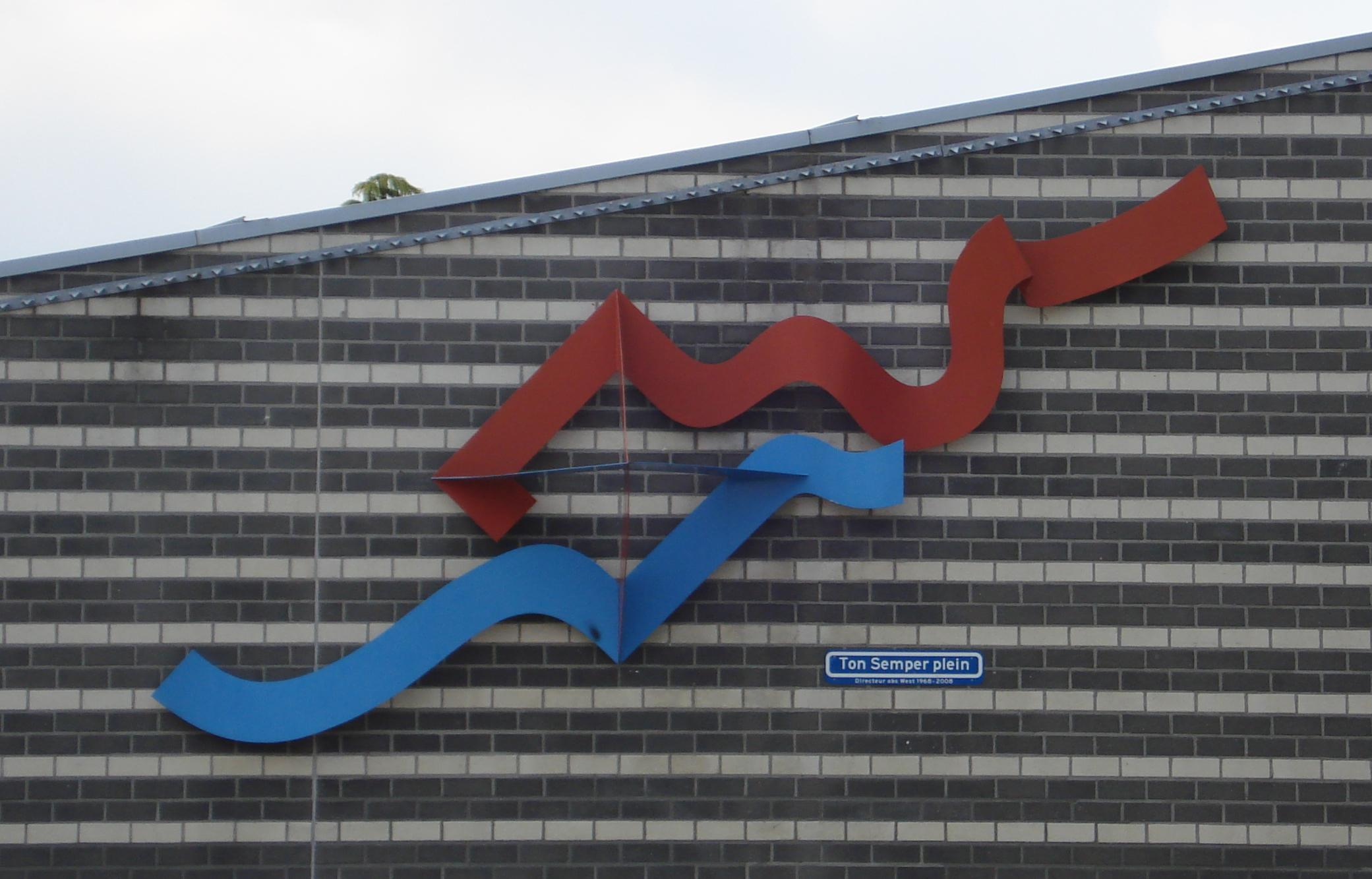
Wandsculptuur (1988), Capelle aan den IJssel
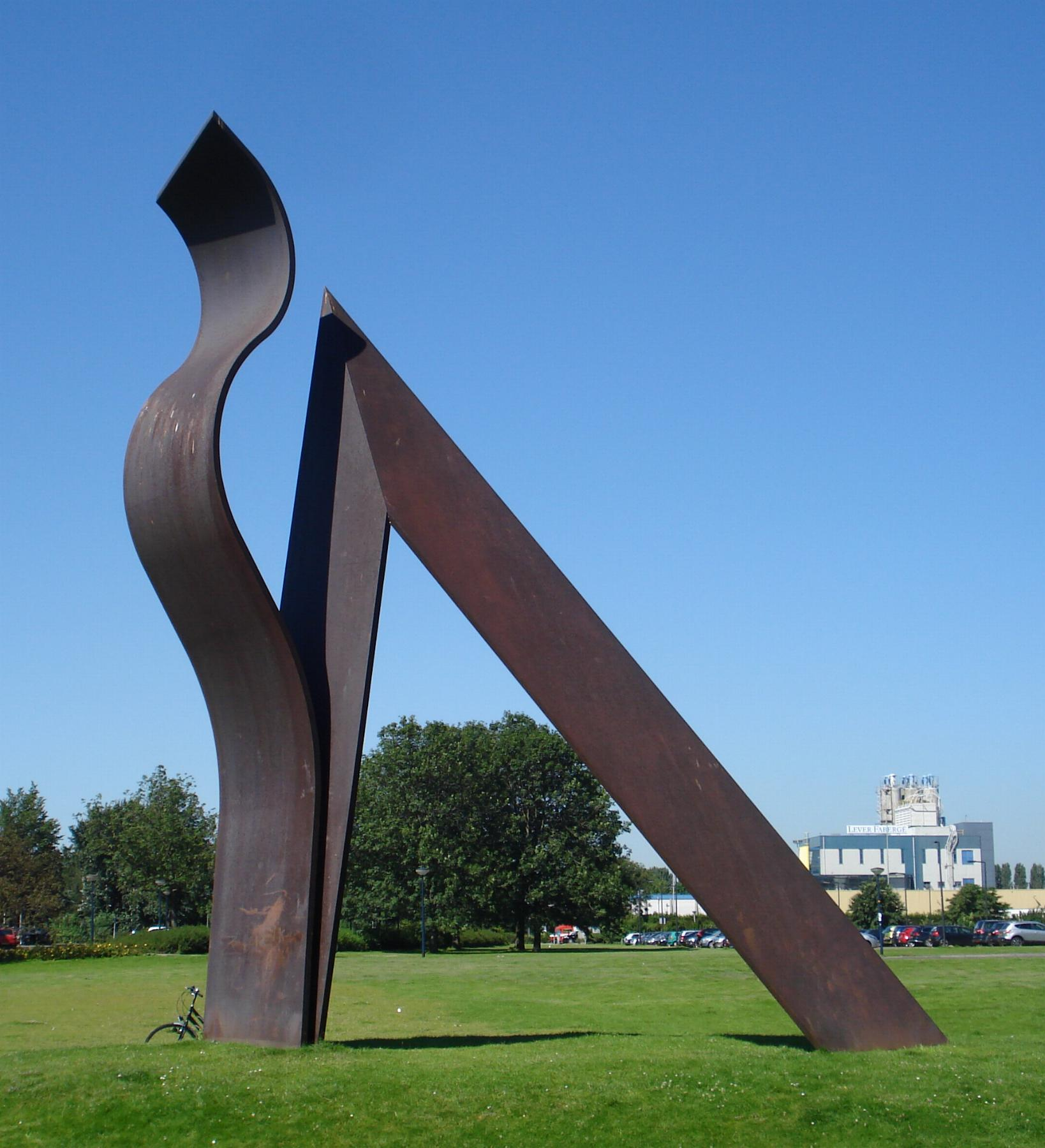
Hommage aan de zeilvaart (1993), Vlaardingen